# 1221 Amor
1221 Amor är en asteroid i huvudbältet som upptäcktes den 12 mars 1932 av den belgiske astronomen Eugène Joseph Delporte. Asteroidens preliminära beteckning var 1932 EA1.
Amor är asteroiden som gett namn åt Amor-asteroiderna, en kategori av jordnära asteroider som omfattar cirka 1200 asteroider. 
Den korsar även Mars omloppsbana.
Amor senaste periheliepassage skedde den 14 oktober 2022.

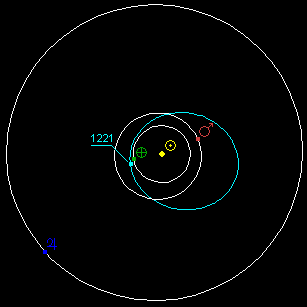
Amors bana i mars 1932. Gul = solen, grön = jorden, röd = Mars, ljusblå = 1221 Amor, mörkblå = Jupiter.

Delporte fotograferade Amor på 16 miljoner kilometers avstånd från jorden. Det var första gången en asteroid observerats så nära jorden. En månad senare observerades 1862 Apollo när den korsade jordbanan. Astronomerna kom under 1932 till insikt om att asteroider inte var något som enbart tillhörde asteroidbältet mellan Mars och Jupiter.
Asteroiden fick senare egennamn efter den romerska mytologins kärleksgud Amor. Den grekiska mytologin fanns då redan representerad med 763 Cupido och 433 Eros. 433 Eros tillhör också gruppen Amor-asteroider.